# Annelous Lammerts
Annelous Lammerts (* 1. November 1993 in Rockanje) ist eine niederländische Kitesurferin.

## Erfolge
Annelous Lammerts erzielte 2022 ihren ersten großen Erfolg mit dem Gewinn der Hempel World Cup Allianz Regatta in Almere. Ein Jahr darauf gewann sie bei den Europameisterschaften in Portsmouth ihre erste Medaille bei einer Meisterschaft, als sie hinter der Britin Eleanor Aldridge den zweiten Platz belegte und damit die Silbermedaille erhielt.
Bei den Olympischen Spielen 2024 in Paris wurden in der Qualifikation aufgrund schwacher Windbedingungen nur sechs von 16 Wettfahrten durchgeführt, nach denen Lammerts mit 23 Punkten den vierten Platz belegte. Sie qualifizierte sich damit für das Halbfinale, in dem sie als eine der beiden bestplatzierten Surferinnen bereits mit zwei Wertungspunkten startete. Da Lammerts sogleich die erste Halbfinalregatta gewann, zog sie mit drei Siegpunkten ins Finale ein. Nach einem vierten Platz in der ersten und einem zweiten Platz in der zweiten Wettfahrt endete das Finale bereits vorzeitig, da Eleanor Aldridge beide Fahrten gewonnen und damit die drei erforderlichen Siegpunkte erreicht hatte. Zweite wurde Lauriane Nolot aus Frankreich mit zwei Siegpunkten. Lammerts hatte zwar ebenso wie die übrige Finalistin Daniela Moroz aus den Vereinigten Staaten keinen Siegpunkt erzielt, mit dem zweiten Rang in der zweiten Wettfahrt aber das bessere Einzelresultat als Moroz, die einmal Dritte und einmal Vierte wurde. Damit erhielt Lammerts als Gesamtdritte die Bronzemedaille.